# Pola Gauguin
Paul Rollon Gauguin, detto Pola (Parigi, 6 dicembre 1883 – Copenaghen, 2 luglio 1961), è stato un pittore, critico d'arte e biografo norvegese, figlio del pittore francese Paul Gauguin, fratello, tra gli altri, di Jean René Gauguin e padre di Paul René Gauguin.

## Biografia
Paul Rollon Gauguin nasce a Parigi, in Francia, da Paul Gauguin e dalla moglie danese Mette Sophie Gad (1850-1920): il più giovane di cinque figli nati dal famoso artista francese e fratello di Émile Gauguin (1874–1955), Aline Gauguin (1877–1897), Clovis Gauguin (1879–1900) e Jean René Gauguin (1881–1961). Nel 1884, all'età di un anno, si trasferisce assieme alla famiglia in Danimarca. L'anno seguente suo padre tornò a Parigi. È cresciuto a Copenaghen, dove è stato allevato da sua madre Mette e dai nonni materni, mentre con il padre le interazioni furono sporadiche per interrompersi del tutto dopo il 1890.
Entrò all'Accademia delle belle arti di Copenaghen (Kunstakademiets Arkitektskole) nel 1905 e, dal 1906 al 1909, fu assistente degli architetti Hermann Baagøe Storck e Anton Rosen. Ha partecipato alle mostre d'arte al Kunstnernes Efteraarsudstilling di Copenaghen e, nel 1913, alla Société des Artistes Indépendants di Parigi. Ha debuttato come artista al Blomqvist Kunsthandel e al Kunstnerforbundet di Oslo nel 1913 e all'Esposizione autunnale di Oslo nel 1914. Ha fondato a Oslo la sua scuola d'arte, che diresse fino al 1924. Durante gli anni venti del XX secolo Gauguin ha vissuto una crisi artistica e durante questo periodo lavorò come autore e critico d'arte per i quotidiani Dagbladet, Tidens Tegn, Verdens Gang e Ekstra Bladet.
Opere di Pola Gauguin sono esposte alla Galleria nazionale di Oslo (Nasjonalgalleriet) – cinque dipinti, tra cui Fra Homansbyen del 1913 e Mordet del 1916, assieme a varie xilografie e litografie – alla Statens Museum for Kunst (Galleria Nazionale di Danimarca) di Copenaghen, al Nordenfjeldske Kunstindustrimuseum di Trondheim e allo Stenersenmuseet di Oslo. Tra i libri che scrisse vi sono le biografie di Henrik Lund, Christian Krohg, Edvard Munch e Ludvig Karsten.

## Vita privata
Sposò Ingrid Blehr (1881-1959) nel 1910 e fu padre di Paul René Gauguin (1911-1976). Nel 1941, Gauguin trascorse 19 giorni al campo di concentramento di Grini. Nel 1949 fece ritorno a Copenaghen, rimanendovi fino alla sua morte sopraggiunta nel 1961.

## Opere bibliografiche
- Paul Gauguin – 1920
- Henrik Lund – 1931
- Christian Krohg – 1932
- Edvard Munch  – 1933
- My Father Paul Gauguin – 1937
- Ludvig Karsten – 1949
- Norwegian Painters from J C Dahl to Edvard Munch – 1950